# 아는 것으로부터의 자유
《아는 것으로부터의 자유》는 지두 크리슈나무르티의 대표적인 저서로, 고전적 자유에 관한 철학적 접근과는 다른 통찰로 기술된 새로운 인식론이다.
고전적 자유에 관한 철학적 인식론과 다르게 접근한 '지두 크리슈나무르티의 자유론'은 철학사의 인식론에 획기적인 전환점을 가져오게 되었다. 지두 크리슈나무르티의 자유론 이전까지는, 상대의 자유를 침해하거나 상대적 자유와 충돌할 때, 자유는 반드시 제한되거나 책임을 전제로 하고 있다. 지두 크리슈나무르티가 밝힌 자유는, 어떤 형태로도 제한되지 않는 자유이며 또한 책임을 전제로 한 목적이나 이상과도 무관하다. 물론 그렇다고 해서 아무 행위나 용납된다는 의미는 아니다. 오히려 아예 행동과는 무관한 의식과 인식 차원에서의 자유를 의미한다.
그의 자유론의 핵심은, 자유는 맨 처음부터 있는 것이지, 나중에 이루어지는 것이 아니라고 하였다. 그리고 그의 자유론 비판의 핵심은, 인식의 한계와 의식의 내용 때문에, 완전한 자유를 이해하는데 제한을 받는다고 하였다. 그가 말하는 자유는 의식의 영역 너머에 존재한다고 말한다.
그의 저서 '아는 것으로부터의 자유'라는 제제는, 인식으로부터의 자유를 함축하고 있다. 인간의 인식작용과 의식의 내용물은 기억에 의한 두뇌의 운동이라고 밝혔다. 그러한 기억에 의한 두뇌의 운동, 즉 생각은 언제나 과거의 것이라고 하였다. 지두 크리슈나무르티가 밝힌 자유는 인식으로부터 자유로움을 말한 것이며, 인간의 인식은 두뇌의 기억에 의한 반응이라고 하였다. 그는 스스로 인식의 한계를 볼 수 있기 위해서, 두뇌 속에서 심리적 기억에 따른 생각의 움직임이 정지되어야 한다고 말한다. 기억과 사고라는 물질이 의식에 영향을 미친다는 사실이다. 지두 크리슈나무르티의 자유론은, 철학사의 인식론을 바꾸어 놓은 분수령이 되었다.
지두 크리슈나무르티는 아는 것이라는 인식의 두뇌활동이 기술적인 삶의 영역 밖에서는, 행동과 의지의 분열로 갈등을 일으킨다고 하였다. '아는 것으로부터의 자유'는 심리적 사고에 의한 인식작용의 정지상태와 완전한 두뇌 활동상태를 말한다. 그는 그러한 두뇌의 활동상태를 '모르는 것 속에서의 주의상태'라고 말한다.
'아는 것으로부터의 자유'는 더 이상 아무것도 추구하지 않는 인간의 본성을 발견하는 배움의 시작이며 끝이라고 말하였다.
그가 말하는 자유는, 모든 권위의 부정으로부터 시작하며, 권위의 부정은 두려움의 해방이라고 하였다. 그는 또, 권위는 자유롭지 못할 때 필요한 것이라고 말한다.

## 같이 보기
- 자유
- 자유론